# Isla Gran Nicobar

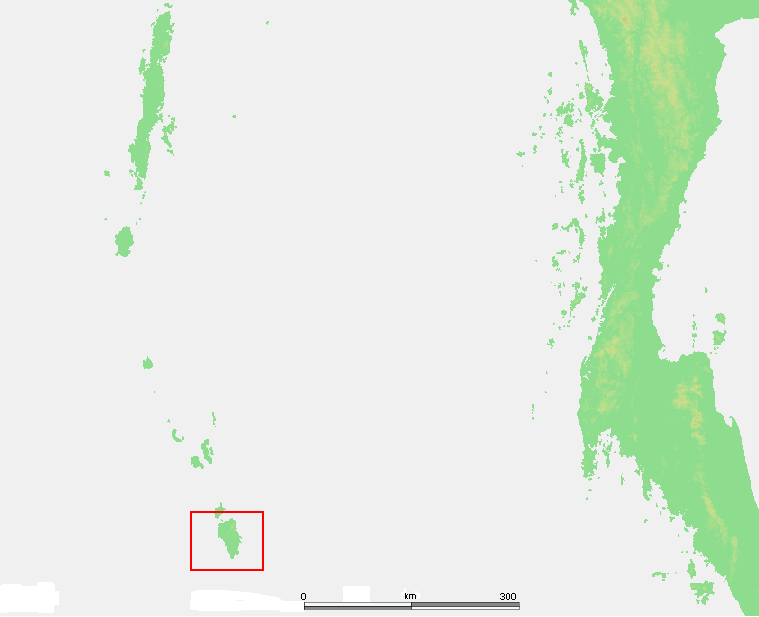
Localización de Gran Nicobar.

La isla Gran Nicobar (hindi: निकोबार बड़ा, nicobarense: टोकिओंग लोंग, Tokieong long, inglés: Great Nicobar) es la mayor de las islas Nicobar de la India, al norte de Sumatra. Punta Indira, en el extremo sur, es también el punto más meridional de la India. La isla de Sumatra se encuentra en el sur de Gran Nicobar. La isla tiene 1.045 km², pero está escasamente habitada, con una población de 9.439 habitantes, con un territorio en gran parte cubierto por una selva tropical conocida por su vida silvestre diversa.
La isla se vio gravemente afectada por el tsunami de 2004 y el terremoto del océano Índico, con muchas muertes, y fue aislada de todo contacto con el exterior por más de un día.
La isla cuenta con varios ríos, como el Alexandra, Amrit Kaur, Dogmar y el Galathea. Prácticamente todos los ríos fluyen en dirección sur o hacia el suroeste, lo cual es indicativo de la pendiente general del terreno en toda la isla. Hay ondulantes colinas a lo largo de la isla con una cadena principal que se extiende en una orientación norte-sur. El monte Thuillier, que forma parte de esta cordillera, tiene la mayor elevación de cualquier punto en las Nicobar, con 642 m sobre el nivel del mar.